# José Luís Mumbiela Sierra
José Luis Mumbiela Sierra (ur. 27 maja 1969 w Monzónie) – hiszpański duchowny rzymskokatolicki, biskup diecezjalny Ałmaty od 2011, przewodniczący Konferencji Episkopatu Kazachstanu od 2015.

## Życiorys
Święcenia kapłańskie otrzymał 25 czerwca 1995 i został inkardynowany do diecezji Lleida. W 1998 rozpoczął pracę misyjną w Kazachstanie. Był rektorem seminarium duchownego w Karagandzie.
5 marca 2011 papież Benedykt XVI mianował go biskupem diecezjalnym diecezji Świętej Trójcy w Ałmaty. Zastąpił odchodzącego na emeryturę bpa Henryka Howańca OFM. Święcenia biskupie otrzymał 8 maja 2011 w Katedrze Trójcy Świętej w Ałmaty. Głównym konsekratorem był abp Miguel Maury Buendía – nuncjusz apostolski w Kazachstanie, a współkonsekratorami abp Tomasz Peta – metropolita Astany i bp Carlos Manuel Escribano Subías – biskup diecezjalny Teruel i Albarracín.
1 marca 2019 wziął udział w wizycie Ad limina apostolorum w Watykanie z papieżem Franciszkiem wraz z biskupami Kazachstanu, oraz przedstawicielami Kościoła z Azji środkowej.